# Hatné
Hatné (hongrois : Hatna) est un village de Slovaquie situé dans la région de Trenčín.

## Histoire
La première mention écrite du village date de 1321.

## Démographie

### Évolution de la population
| Année:               | 1994. | 2004.   | 2014.   | 2024.   |
| -------------------- | ----- | ------- | ------- | ------- |
| Nombre de personnes: | 580   | 564     | 599     | 632     |
| Différence:          |       | -2,75 % | +6,20 % | +5,50 % |

| Année:               | 2023. | 2024.   |
| -------------------- | ----- | ------- |
| Nombre de personnes: | 642   | 632     |
| Différence:          |       | -1,55 % |